# Olga Givernet
Olga Givernet, née le 17 octobre 1981 à Saint-Germain-en-Laye (Yvelines), est une femme politique française. Membre de La République en marche, elle est élue députée de la 3e circonscription de l'Ain lors des élections législatives de 2017 et réélue lors de celles de 2022 puis lors de celles de 2024, mandat qu'elle abandonne d'octobre 2024 à janvier 2025 au profit de sa suppléante du fait de sa participation en tant que ministre déléguée chargée de l'Énergie à l'éphémère gouvernement Barnier.

## Biographie

### Famille et formation
Olga Givernet naît le 17 octobre 1981 à Saint-Germain-en-Laye (Yvelines). Fille d'une psychologue scolaire et d'un entrepreneur, elle naît et grandit dans les Yvelines. 
Elle obtient le diplôme national de master en ingénierie électronique à l'université Pierre-et-Marie-Curie. Ingénieur de l’IST UPMC (Polytech Sorbonne), elle obtient également un Executive Master de l'École polytechnique.
Olga Givernet est mariée et mère de deux filles.

### Carrière professionnelle
En 2004, après un stage de fin d'études dans l'entreprise Renault Trucks de Saint-Priest, Olga Givernet part s'installer à Auckland avec son conjoint. Elle y travaille en tant qu'ingénieure avionique puis chef de projet au bureau d'études de la compagnie aérienne nationale Air New Zealand. Après trois années passées en Nouvelle-Zélande, elle revient en France en 2007 et s'installe avec son mari dans le Pays de Gex. Elle travaille pour les centres de maintenance de jets privés basés à l'aéroport international de Genève, comme spécialiste du réaménagement intérieur.

## Débuts de sa carrière politique

### Conseillère municipale et intercommunale
En 2013, elle adhère au MoDem. En mars 2014, elle est élue conseillère municipale de la ville de Saint-Genis-Pouilly sur la liste du maire sortant, Hubert Bertrand (PRG). Elle est déléguée au transfrontalier et à la qualité de vie. Elle devient également conseillère communautaire à la communauté de communes du Pays de Gex, membre de la commission des déchets.
Élue députée en 2017 et limitée par la législation sur le cumul des mandats, elle démissionne de son poste de conseillère municipale et communautaire le 18 juillet 2017. 

### Conseillère régionale Auvergne-Rhône-Alpes
À l'automne 2015, elle se met en retrait du MoDem, à la suite de l'alliance de ce dernier avec le mouvement Les Républicains (LR) pour les élections régionales de 2015 en Auvergne-Rhône-Alpes. Elle figure en 4e position sur la liste d'union de la gauche de l'Ain, conduite par Jean-Jack Queyranne,. Elle est élue le 13 décembre 2015 et siège dans l'opposition. En novembre 2017, elle crée le groupe La Région En Marche (LREM) avec quatre de ses collègues et en devient présidente[réf. nécessaire].
Elle tente en 2020 de briguer la tête de liste aux élections régionales, mais Bruno Bonnell lui est préféré. La liste obtient 9,82% des voix au premier tour et ne peut se maintenir au second, refusant toute alliance.

## Députée de l'Ain

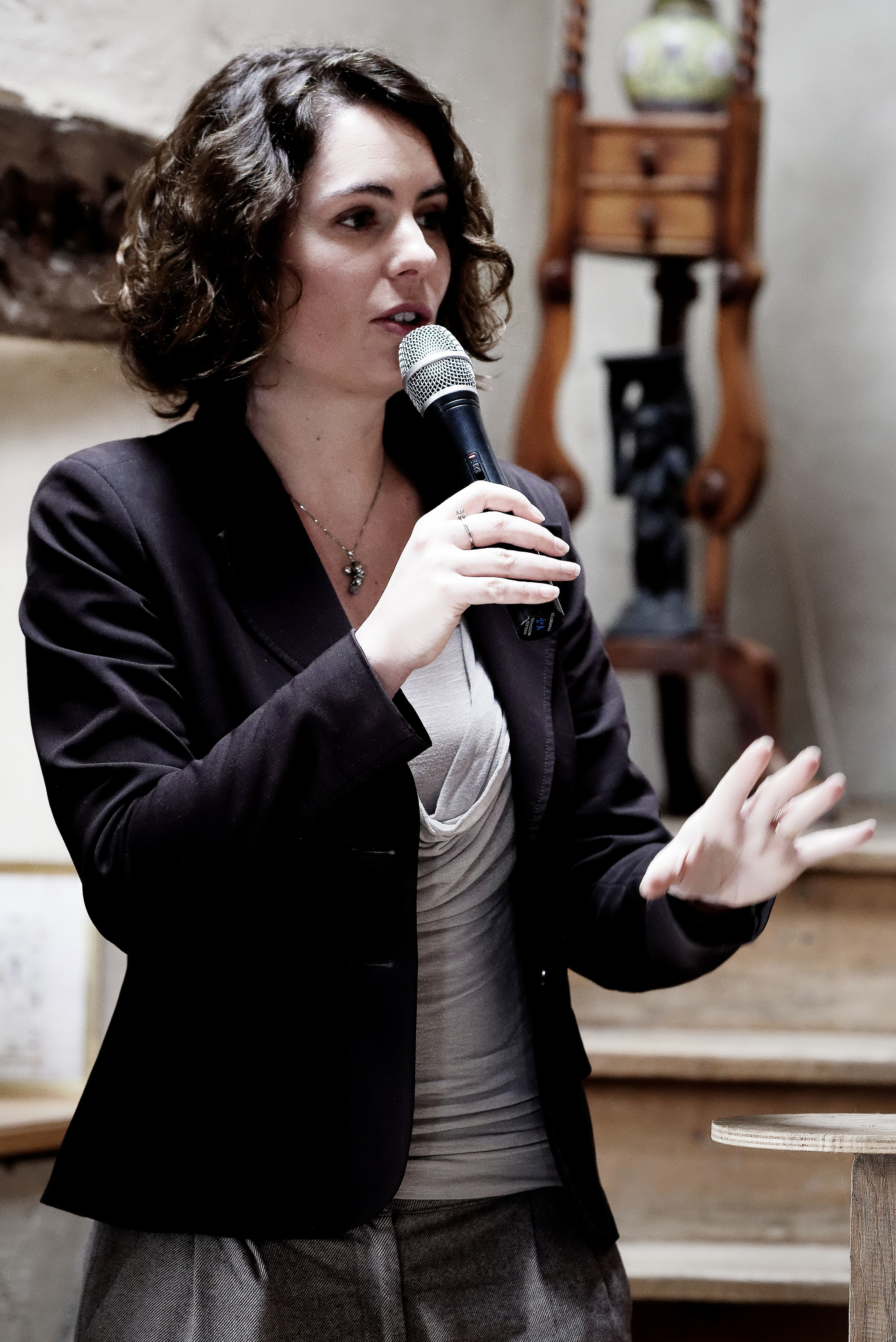
Olga Givernet en janvier 2019.

### Parcours politique
Au printemps 2016, elle se porte candidate à l'élection législative partielle de la 3e circonscription de l’Ain provoquée par la démission du député en place Étienne Blanc. Sans étiquette, elle se présente alors comme « démocrate », se revendiquant centriste et déclarant se reconnaître dans la démarche d'Emmanuel Macron. Elle obtient un score de 10,05 % des suffrages exprimés lors du premier tour qui se déroulait le 13 juin 2016.
Alors sans étiquette politique, elle adhère en avril 2016 au mouvement En Marche ! créé par Emmanuel Macron. Elle est investie le 12 mai 2017 par La République en marche ! comme candidate de ce parti dans la 3e circonscription de l’Ain aux élections législatives de 2017. Après avoir obtenu au premier tour 45,30 % des suffrages exprimés, elle est élue au second tour avec 61,86 % des suffrages exprimés face à la députée sortante LR Stéphanie Pernod-Beaudon.
En juillet 2019, à l'occasion du renouvellement des postes au sein de la majorité, elle se porte candidate à la présidence du groupe LREM. Alors que Gilles Le Gendre est réélu dès le premier tour, elle arrive en troisième position sur six avec 28 voix.
Le 7 mai 2022, elle annonce être candidate à sa réélection comme députée de la 3e circonscription  de l'Ain avec l'investiture de la majorité présidentielle. Au soir du premier tour, le 12 juin 2022, elle arrive en tête avec 30,0 % des suffrages exprimés devant le candidat de la NUPES, Christian Jolie également qualifié pour le second tour avec 22,4 % des suffrages exprimés, alors même que 60 % des maires de la circonscription avaient appelé à voter pour la candidate des Républicains arrivée troisième.
Olga Givernet est réélue au second tour avec 58,7 % des suffrages exprimés tandis que la coalition Ensemble! soutenant le président Macron dont elle se réclame perd la majorité absolue à l'Assemblée nationale. Durant ce deuxième mandat de députée, elle siège au sein de la Commission des Affaires étrangères et est membre de l'Office parlementaire de l'évaluation des choix scientifiques et technologiques (OPECST).
Le 13 septembre 2023, à la suite de la nomination de certains de ses membres au gouvernement, Olga Givernet est nommée porte-parole du groupe Renaissance à l'Assemblée nationale, et, à ce titre, membre de son bureau,,.

### Au sein d'En marche!, devenu LaREM (La République En Marche) puis RE (Groupe Renaissance)
Dès son adhésion en avril 2016 au mouvement En marche !, Olga Givernet devient la référente dans l'Ain jusqu'à son élection comme députée en juin 2017[réf. nécessaire]. 
Avec son collègue Florent Boudié, elle est chargée de proposer une stratégie à Stanislas Guerini, délégué général de LREM, pour les élections régionales de 2021.
En juillet 2021, elle décide de prendre ses distances avec les instance nationales de LaREM pour se consacrer à des missions plus locales, tout en restant fidèle à Emmanuel Macron et affiliée au groupe parlementaire LaREM
En janvier 2022, elle est élue présidente de l'assemblée départementale du parti Renaissance dans l'Ain.

### Engagements politiques

#### Jeux d'argent et de hasard
Au sein du Comité d’évaluation et de contrôle (CEC) des politiques publiques, Olga Givernet rend un rapport en décembre 2017, avec le député  Régis Juanico du Groupe Nouvelle Gauche Parti socialiste « sur la mise en œuvre des conclusions du rapport d'information (n°4456) du 8 février 2017 sur l'évaluation de la régulation des jeux d'argent et de hasard ».
Elle propose avec son coauteur plusieurs conditions d'évolution actionnariale éventuelle de la Française des Jeux, tout en soutenant une refonte de l'ensemble de la régulation des jeux de hasard et d'argent en France.
Dans le cadre de la loi PACTE, examinée en 2018 par le Parlement et publiée le 22 mai 2019, elle contribue à obtenir avec son corapporteur du groupe socialiste une refonte en ce sens de la régulation, qui prend la forme de la création de l'Autorité nationale des jeux succédant, en 2020, à l'Autorité de régulation des jeux en lignes (ARJEL),.

#### Prises de position
Olga Givernet a pris position sur les questions de pouvoir d'achat en appelant à une approche plus globale estimant qu'« on ne peut pas réduire notre action au seul indicateur du pouvoir d'achat ».
En 2020, elle soutient les droits des travailleurs transfrontaliers et se prononce pour une extension du télétravail des transfrontaliers dans le cadre de la crise sanitaire. Elle est notamment co-auteur d'une proposition de résolution européenne visant à l’augmentation du télétravail des travailleurs frontaliers et à mener une réflexion européenne sur leur statut,. 
En juin 2021, elle organise un colloque à l'Assemblée nationale en présence du secrétaire d'État chargé de l’Enfance et des Familles Adrien Taquet. Elle appelle à une « société plus inclusive, bienveillante et solidaire » et « une meilleure reconnaissance et valorisation de la grand-parentalité ».

#### Autres fonctions
Dans le cadre de son mandat de députée de l’Ain, Olga Givernet a été nommée, par la délégation aux droits de femmes de l’Assemblée nationale, référente Auvergne-Rhône-Alpes (AuRA) sur le sujet des violences conjugales (2019).

### Nouvelle législature anticipée
La dissolution de l'Assemblée nationale décrétée par le Président de la République au soir des élections européennes du 9 juin 2024 a pour effet de la priver de son mandat de députée. Elle déclare le lendemain sur le plateau de France Info qu'il lui a « fallu encaisser mais aussi comprendre » cette décision qui à ses yeux permettra « de laisser aux Français le choix de leurs prochains gouvernants », et annonce être candidate à sa propre succession.
Au premier tour des élections législatives des 30 juin et 7 juillet 2024 où elle se présentait sous l'étiquette Ensemble pour la République, elle arrive en tête de sa circonscription avec 32,43 % des suffrages exprimés, juste devant la candidate du Rassemblement national avec 32,11 % des suffrages exprimés, le candidat du Nouveau front populaire arrivant en troisième position avec 25,12 % des suffrages exprimés ; celui-ci se désiste en sa faveur. Elle est réélue députée de l'Ain au second tour avec 63,00 % des suffrages exprimés contre 37,00 % à la candidate du RN.
Le 16 juillet 2024, elle est nommée l'une des cinq vice-présidents du groupe Ensemble pour la République à l'Assemblée nationale. Le 31 août 2024, elle organise à Loyettes dans l'Ain, en tant que présidente aindinoise du parti, la rentrée régionale de Renaissance en présence de Gabriel Attal. Son mandat de députée prend fin le 21 octobre 2024, soit un mois après son entrée au gouvernement Michel Barnier ; elle est remplacée par sa suppléante Sophie Delorme Duret. Elle reprend son mandat un mois après la censure de ce gouvernement, le 23 janvier 2025.

## Ministre déléguée chargée de l'Énergie
Le 21 septembre 2024, elle est nommée ministre déléguée chargée de l'Énergie auprès de la ministre de la Transition écologique, de l’Énergie, du Climat et de la Prévention des risques du gouvernement Michel Barnier. Elle effectue symboliquement son premier déplacement en tant que ministre une semaine plus tard dans sa circonscription en visitant le barrage de Génissiat ; elle déclare à cette occasion vouloir être « la ministre de toutes les énergies » et défendre « une énergie fiable et abordable ».

## Pour approfondir